# Cálculo de Regge
En la relatividad general, el cálculo de Regge es un formalismo para producir aproximaciones simpliciales de espacio-tiempos que son soluciones para la ecuación de campo de Einstein. El cálculo fue presentado por el teórico italiano Tullio Regge en 1961.

## Explicación técnica
El punto de partida para el trabajo de Regge es el hecho de que cada variedad Lorentziana admite una triangulación en símplices. Además, la curvatura del espacio-tiempo puede ser expresado en términos de ángulo de déficit asociado con 2-caras (caras bidimensionales) donde se unen los 4-símplices (símplices tetradimensionales). Estas 2-caras juegan el mismo papel que los vértices donde se juntas los triángulos de una triangulación de una 2-variedad, la cual es más fácil de visualizar. En este caso, un vértice con un ángulo de déficit positivo representa una concentración de curvatura gaussiana positiva, mientras que un vértice con un déficit angular negativo representa una concentración de curvatura gaussiana negativa.
Los ángulos de déficit (ver geometría hiperbólica) se pueden calcular directamente a partir de las varias longitudes de arista en la triangulación, que es equivalente a decir que el tensor de curvatura de Riemann se puede calcular a partir del tensor métrico de una variedad de Lorentz. Regge demostró que las ecuaciones del campo del vacío puede ser reformulada como una restricción a estos ángulos de déficit. Luego mostró cómo esto se puede aplicado para hacer evolucionar un hiperplano (hyperslice) como espacio inicial de acuerdo con la ecuación de campo del vacío.
El resultado es que, a partir de una triangulación de algunos hiperplanos (hyperslices) como espacio (que debe satisfacer en sí misma una cierta restricción de la ecuación), se puede eventualmente obtener una aproximación simplicial para una solución del vacío. Esto se puede aplicar a los difíciles problemas en la relatividad numérica, como la simulación de la colisión de dos agujeros negros.
La elegante idea que está detrás del cálculo de Regge ha motivado la construcción de generalizaciones adicionales de esta idea. En particular, el cálculo de Regge ha sido adaptado para estudiar la gravedad cuántica.